# Papiro 98
Il Papiro 98 ({\displaystyle {\mathfrak {p}}}98) è uno dei più antichi manoscritti esistenti del Nuovo Testamento, tra le prime testimonianze del libro dell'Apocalisse di Giovanni, datato paleograficamente alla prima metà del III secolo.

## Descrizione
Il testo conservato sono i versetti 1:13-2:1 dell'Apocalisse di Giovanni, conservati in forma frammentaria. La scrittura è ben formata e ampia. Il manoscritto era in forma di rotolo: il recto fu usato per un testo databile tra la fine del I e l'inizio del II secolo; nella prima metà del III secolo sul verso fu trascritto il testo biblico.

## Testo
Il testo non è stato inserito in alcuna delle categorie di Aland; presenta inoltre molte differenze col testo stabilito nella 27ª edizione di Nestle-Aland.
Presenta un errore di dittografia nella prima linea: περι̣εζωσμμ̣εν̣ον invece di περιεζωσμενον;  è l'unico manoscritto in lingua greca a mancare della frase και ο ζων in 1:18, in accordo col Codex Gigas latino e con alcuni manoscritti della Vulgata.

## Storia
Il manoscritto fu probabilmente scritto in Egitto. Fu pubblicato da Wagner nel 1971, ma fu riconosciuto come un testo biblico solo da Hagedorn.
È attualmente conservato all'Institut Français d'Archéologie Orientale (P. IFAO inv. 237b [+a]) a Il Cairo.